# Ernetschwil
Ernetschwil est une localité et une commune suisse du canton de Saint-Gall, située dans la circonscription électorale de See-Gaster. 

## Histoire
Le 1er janvier 2013, Ernetschwil a été annexée par la commune de Gommiswald, tout comme la commune de Rieden.